# اسکوتنیتسه
اسکوتنیتسه (به لاتین: Skotnice) یک منطقهٔ مسکونی در جمهوری چک است که در ناحیه نووی ییتشین واقع شده‌است. سکوتنیتسه ۹٫۱۲ کیلومتر مربع مساحت و ۷۳۹ نفر جمعیت دارد و ۲۷۸ متر بالاتر از سطح دریا واقع شده‌است.